# G-15 (Eritrea)
Als G-15 wird eine Gruppe von 15 Politikern und Militärs bezeichnet, die im Frühjahr 2001 in einem offenen Brief zu politischen Veränderungen in dem diktatorisch regierten ostafrikanischen Land Eritrea aufriefen. Elf Mitglieder der Gruppe sowie zahlreiche Personen aus ihrem Umfeld wurden im September 2001 in Eritrea inhaftiert und bislang nicht freigelassen. Kontakte zu den Inhaftierten waren und sind nicht möglich; es gibt keine offiziellen Auskünfte zu ihrem Verbleib. Augenzeugen zufolge wurden sie Opfer systematischer Folter. Allgemein wird vermutet, dass die meisten von ihnen im Laufe der Jahre in der Haft gestorben sind.

## Historischer Kontext

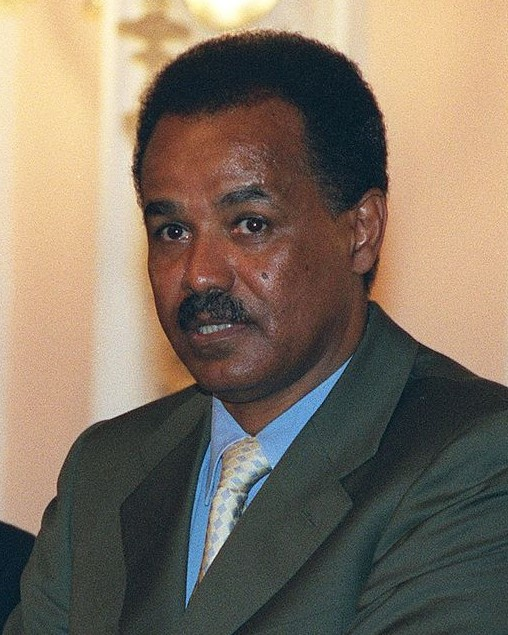
Isayas Afewerki (2002)

Nach dem Zweiten Weltkrieg war Eritrea, das bis 1941 als italienische Kolonie ein Teil von Italienisch-Ostafrika gewesen war, zunächst in einer Föderation mit dem benachbarten Kaiserreich Abessinien (heute: Äthiopien) verbunden, bevor es 1962 von Abessinien annektiert und zu einer abessinischen Provinz gemacht wurde. Die Eritreische Befreiungsfront (ELP) und ihr Ableger Eritreische Volksbefreiungsfront (EPLF) führten 30 Jahre lang einen verlustreichen Unabhängigkeitskrieg gegen Äthiopien, der 1993 mit der Souveränität Eritreas endete. Erstes eritreisches Staatsoberhaupt wurde faktisch Isayas Afewerki, der bis dahin die EPLF angeführt hatte. In den folgenden Jahren führte Afewerki mit der aus der EPLF hervorgegangenen Einheitspartei Volksfront für Demokratie und Gerechtigkeit (PFDJ), deren Generalsekretär er ist, das Land autokratisch. Eritrea erhielt – und hat auch 2025 noch – keine Verfassung und keine reguläre Gerichtsbarkeit; es wurden seit 1993 keinerlei Wahlen durchgeführt. 1998 führte Afewerki das Land in einen blutigen Krieg mit Äthiopien, der 2000 auf Vermittlung der UN mit einem Sieg Äthiopiens endete.
In der Spätphase des Krieges mit Äthiopien kam es in Eritrea vermehrt zu Äußerungen von Kritik an Afewerki. So forderte im Mai 2000 eine Gruppe von 13 Hochschullehrern und Juristen in einem offenen Brief Reformen. Die Gruppe verlangte die Auflösung von Sondergerichten, die Einführung einer Verfassung und die innerparteiliche Demokratisierung der PFDJ. Im November 2000 kam es zu einem Gespräch zwischen Vertretern der Gruppe und Afewerki, das ergebnislos verlief. Zwar kündigte die PFDJ Anfang 2001 die Vorbereitung der ersten Wahlen seit Erlangung der Unabhängigkeit Eritreas an. Das Projekt kam aber bereits im Februar 2001 zum Erliegen, nachdem Afewerki den von ihm beauftragten Organisator der Wahlen abgesetzt und keinen Nachfolger benannt hatte. In dieser Phase setzten 15 hochrangige Politiker und Militärangehörige, die sich als G-15 bezeichneten, die Kritik an Afewerki fort.

## Mitglieder der G-15
Als Mitglieder der G-15 werden die 15 Personen angesehen, die im Frühjahr 2001 in einem an Afewerki gerichteten offenen Brief Reformen in Eritrea verlangten. Alle Unterzeichner dieses Briefes waren Mitglieder des Zentralrats der PFDJ, der sie seit ihrer Gründung in den 1970er-Jahren angehörten. Bis 2001 bekleideten sie hohe politische oder militärische Ämter in Eritrea sowie Funktionen in der Einheitspartei. Im Einzelnen bestand die G-15 aus folgenden Personen:

1. Mahmoud Ahmed Sherifo (* 1948, † möglicherweise 2003 in Haft): bis 2001 Innenminister
2. Haile Woldensae (* 1946, † möglicherweise 2018 in Haft): bis 2001 Handels- und Industrieminister
3. Mesfin Hagos (* 1947): langjähriger Weggefährte Afewerkis, bis 2001 Leiter der Regionalverwaltung
4. Ogbe Abrha (* 1948, † möglicherweise 2002 in Haft): bis 1997 Handels- und Industrieminister und General
5. Hamid Hamed (* 1955, † möglicherweise 2003 in Haft): bis 2001 Abteilungsleiter im Außen- sowie im Handels- und Industrieministerium und Diplomat
6. Saleh Kekya (* 1950, † 2003 in Haft): bis 2001 Minister und Diplomat
7. Estifanos Seyoum (* 1947): bis 2001 Leiter der staatlichen Finanzverwaltung
8. Berhane Ghebrezgabiher (* 1947): bis 2000 General in der eritreischen Armee
9. Aster Fissehatsion (* 1951, möglicherweise † 2003 in Haft): bis 2001 Direktorin im Arbeits- und Sozialministerium
10. Mohammed Berhan Blata, ehemaliger Gouverneur des Gebiets um die Stadt Adi Keyh[6]
11. Petros Solomon (* 1951): bis 2001 Marineminister
12. Germano Nati (* 1946, † wahrscheinlich 2009 in Haft): Verwaltungsleiter verschiedener eritreischer Provinzen
13. Beraki Gebreselassie (* 1946, † 2017): bis 2001 Bildungs-, Informations- und Kulturminister
14. Adhanom Ghebremariam († 2021 im Exil): hochrangiger Militär
15. Haile Menkerios (* 1946): Diplomat.

## Offener Brief
Nachdem bereits im Februar 2001 erste, zunächst nicht veröffentlichte Mitteilungen mit kritischem Inhalt an den Präsidenten gerichtet worden waren, verfassten die als G-15 auftretenden Funktionäre im Mai einen offenen Brief an Afewerki. In ihm beschrieben die Autoren zunächst den Zustand des Landes als kritisch. Danach handele Präsident Afewerki eigenmächtig („free and as he pleased“) ohne Kontrolle durch demokratisch legitimierte Gremien. Er verweigere die Beratung mit anderen und den demokratischen Dialog. Dem Land fehlten effiziente Kontrolleinrichtungen und unabhängige Gerichte. Es gebe nur Sondergerichte, die dem Präsidenten direkt verantwortlich seien. Die Urteile der Gerichte seien willkürlich, weil rechtliche Grundlagen fehlten. Schließlich bemängelten die Autoren eine Vermischung von Partei- und Staatsvermögen und Demokratiemängel innerhalb der PFDJ: Mehr als 85 Prozent der planmäßigen Sitzungen des Exekutivkomitees seien ohne Angabe von Gründen ausgefallen; stattdessen habe Afewerki als Vorsitzender die wesentlichen Entscheidungen alleine getroffen. Afewerkis Verhalten habe das Vertrauen der PFDJ-Spitzen und auch das der Bevölkerung beeinträchtigt. Um das Vertrauen wiederherzustellen, forderten die Autoren die Verfassungsbindung der Regierung und des Präsidenten, die Vorbereitung freier und fairer Wahlen, die Wahrung der Menschenrechte, die Freiheit der Rede und des politischen Diskurses und die Einführung innerparteilicher Demokratie.
Dieser Brief wurde in mehreren eritreischen Tageszeitungen veröffentlicht, unter ihnen das Blatt Setit.

## Inhaftierung und weiteres Schicksal

### Festnahme
Elf der 15 Unterzeichner des offenen Briefes wurden am 18. und 19. September 2001 in Eritrea verhaftet: Mahmoud Ahmed Sherifo, Haile Woldensae, Ogbe Abrha, Hamid Hmd, Saleh Kekya, Estifanos Seyoum, Berhane Ghebrezgabiher, Petros Solomon, Germano Nati, Beraki Gebreselassie sowie – als einzige Frau – Aster Fissehatsion. Lediglich Adhanom Ghebremariam, Mesfin Hagos und Haile Menkerios, die sich im Sommer 2001 in den USA aufhielten, entgingen der Festnahme; sie kehrten nicht mehr nach Eritrea zurück. Mohammed Berhan Blata distanzierte sich von der G-15, erhielt wieder eine Funktion in der Regierung Eritreas, durfte später ausreisen und lebte 2011 im schwedischen Exil.
Zwischen der Publikation des offenen Briefes im Mai 2001 und den Verhaftungen seiner Autoren im September 2001 lagen vier Monate. Verschiedene Autoren halten das für eine ungewöhnlich lange Zeitspanne. Einige von ihnen sehen einen mittelbaren Zusammenhang mit den Terroranschlägen am 11. September 2001, die nur etwas mehr als eine Woche vor den Verhaftungen stattgefunden hatten. Teilweise wird vermutet, dass Afewerki die Ausrichtung der Weltöffentlichkeit auf diese Ereignisse nutzte, um seine innenpolitischen Gegner außerhalb der allgemeinen Aufmerksamkeit inhaftieren zu können.
Der eritreische Regierungssprecher erklärte im Anschluss an die Verhaftungen, die Mitglieder der G-15 hätten sich des Verrats schuldig gemacht und einen Staatsstreich geplant. Entsprechend äußerte sich Präsident Afewerki im Februar 2002 in einer öffentlichen Rede: Die G-15-Mitglieder hätten die Werte und Prinzipien verraten, für die das eritreische Volk gekämpft habe; sie hätten Verbrechen gegen das Land und gegen das Volk begangen.

### Verbleib
Über das Schicksal der Verhafteten gibt es keine gesicherten Erkenntnisse. Offizielle Auskünfte von eritreischer Seite existieren nicht.

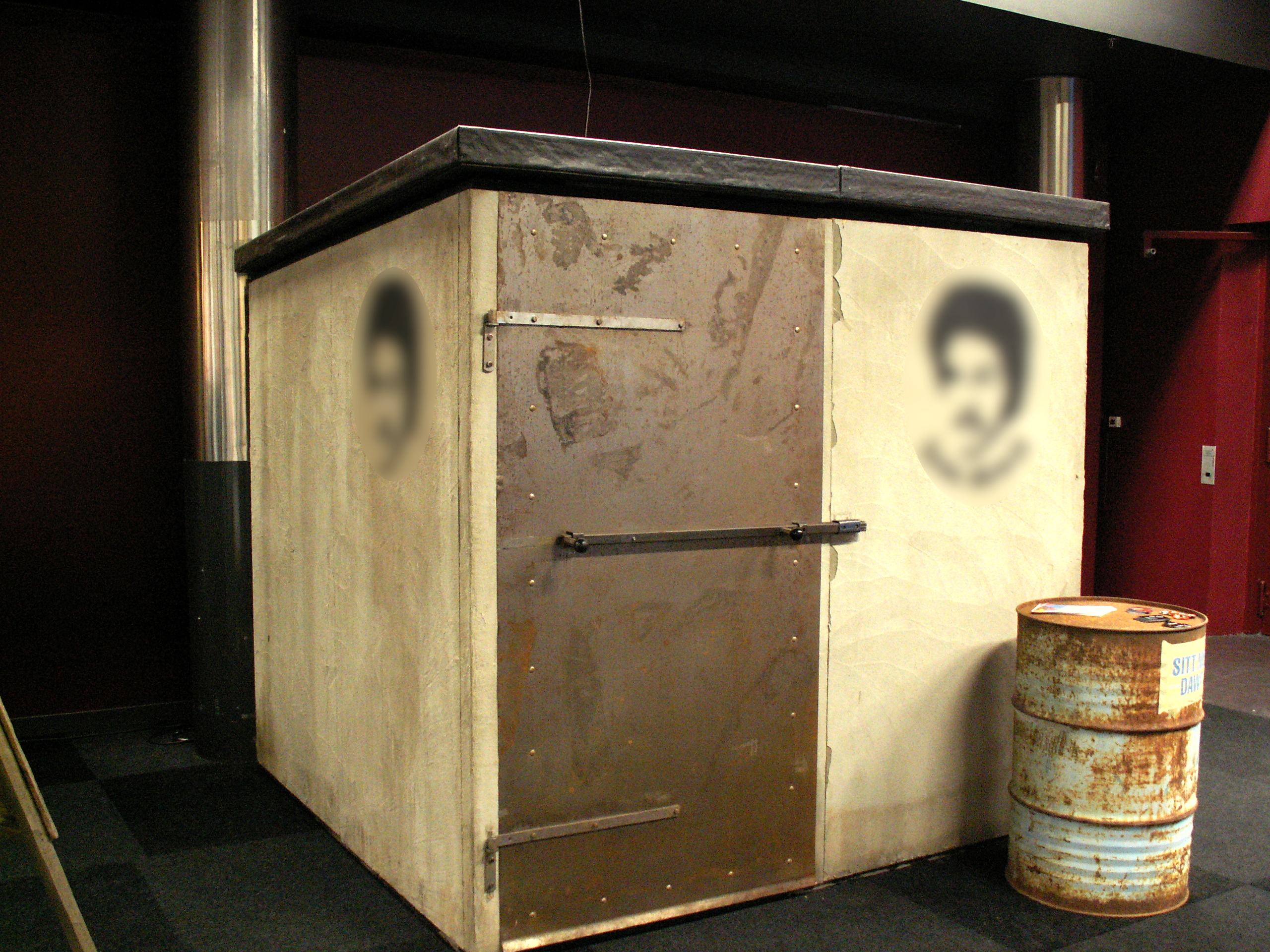
Nachbildung einer Gefängniszelle für Inhaftierte aus dem G-15-Umfeld

Detaillierte Angaben machte 2011 ein ehemaliger eritreischer Gefängniswächter, der im Jahr zuvor geflohen war und in Europa Asyl erhalten hatte. Er berichtete Einzelheiten über die Inhaftierten und die Haftbedingungen. Eine unabhängige Überprüfung seiner Angaben gibt es nicht.
Dem Wächter zufolge wurden die festgenommenen G-15-Mitglieder von 2001 bis 2003 in einer als Trainingscamp bezeichneten Kasernen- oder Gefängnisanlage in Imbatikala untergebracht, einer Gemeinde, die an der Fernstraße P1 zwischen Asmara und Massaua liegt. Mahmoud Ahmed Sherifo, Ogbe Abraha sowie ein seit 2001 inhaftierter Journalist seien in Imbatikala gestorben. Im Juni 2003 seien die Überlebenden in das abgelegene, neu errichtete Gefängnis Eiraeiro in der nordwestlichen Region Semienawi Kayih Bahri verlegt worden, wo sie hohen Temperaturschwankungen und limitiertem Wasserzugang ausgesetzt gewesen seien. Dort seien sie anfänglich in einzeln stehenden, je nach Quelle drei bis zehn Quadratmeter großen Zellen untergebracht worden, die aus Kunststoff hergestellt waren; später seien gemauerte Zellen an ihre Stelle getreten. Die Gefangenen seien voneinander isoliert worden und hätten kaum medizinische Versorgung erhalten. Hamid Hamed, Saleh Kekiya, Aster Fissehatsion und Germano Nati seien bis 2010 in Eiraeiro gestorben.

## Inhaftierungen im G-15-Umfeld
Im Zusammenhang mit der Festnahme der G-15-Mitglieder wurden hunderte weiterer Personen verhaftet. Dazu gehörten auch einige Journalisten, unter ihnen Yosuah Fessehaye sowie der schwedisch-eritreische Staatsangehörige Dawit Isaak, die gemeinsam die Zeitung Setit betrieben hatten, in der der offene Brief vom Mai 2001 abgedruckt worden war. Nach Angaben eines ehemaligen Gefängniswärters starb Fessehaye während seiner Haft in Imbatikala durch Suizid. Von Dawit Isaak gab es bis 2005 einzelne Lebenszeichen sowie eine kurzzeitige vorübergehende Freilassung, an die sich eine neuerliche Inhaftnahme anschloss; sein weiteres Schicksal ist nicht öffentlich bekannt.

## Weitere Auswirkungen
Der offene Brief der G-15 hatte weitreichende Auswirkungen. Der britische Journalist Paul Kenyon beschreibt seine Veröffentlichung im Mai 2001 als ein Ereignis, „das den Lauf der Geschichte Eritreas nachhaltig änderte“. Im Zusammenhang mit den Inhaftierungen vom September 2001 wurde die eritreische Studentenbewegung gewaltsam zerschlagen. Unabhängige Medien wurden verboten, die regierungsnahen Medien, die sich zeitweise an der Kritik an Afewerki beteiligt hatten, wurden wieder gleichgeschaltet. Die Nationalwahlen wurden auf unbestimmte Zeit verschoben – bis 2025 wurden keinerlei Wahlen abgehalten –, und die Versuche einer politischen und gesellschaftlichen Liberalisierung endeten.